# 泰晤士電視
泰晤士電視（英語：Thames Television），常簡稱為泰晤士（Thames），是英國倫敦的ITV特許經營權業者之一。在1968年7月30日至1992年12月31日，泰晤士電視是倫敦平日的ITV特許經營權業者，播出時間從週一早晨9:25至週五傍晚5:15（1982年之前至晚間7:00），和倫敦週末電視（LWT）並為倫敦的兩家獨立電視特許經營權業者。1993年至2003年，泰晤士電視則是一家獨立的節目製作公司。
泰晤士電視是一家合資企業，其兩大股東是英國電力牽引（也是聯合-麗的的大股東，持股49%）、英國聯合影業（後很快被EMI收購，持股51%）。泰晤士電視不僅是一家電視台，亦是節目製作公司，為其播出地區和ITV電視網提供節目。英國電影協會形容泰晤士「長期服務首都和電視網，製作了眾多節目，其中部分現在仍被銘記」。
在被弗里曼特爾收購後，泰晤士電視和弗里曼特爾所有的另一家製作公司Talkback合併，組成了一家新的獨立製作公司Talkback Thames 。2012年1月1日開始，Talkback Thames拆分為四個品牌：Boundless、Retort、Talkback和泰晤士，泰晤士品牌重新單獨存在。

## 開播及1970年代

### 背景
自1954年創立開始，獨立電視局（ITA）就為不同公司發放特許經營權，倫敦、米德蘭、北英格蘭三地分為平日和週末兩個特許經營權。聯合-麗的贏得了倫敦平日的特許經營權，而聯合電視（ATV）贏得了週末的特許經營權。ATV還贏得了米德蘭地區平日的特許經營權。ABC週末電視贏得米德蘭和北英格蘭週末的特許經營權。格拉納達電視贏得北英格蘭平日的特許經營權。
在1967年的第一次ITV特許經營權競標中，米德蘭和北英格蘭取消了週末的特許經營權，僅有倫敦維持週末和平日由不同業者持有特許經營權。這一變動導致ABC週末電視面臨消失危機。對此ABC申請了米德蘭的全週特許經營權及倫敦週末的特許經營權。外界普遍認為ABC將獲得倫敦週末的特許經營權，然而大衛·弗羅斯特主導的倫敦週末電視最終取得倫敦週末的ITV特許經營權。加上ATV維持其在米德蘭的特許經營權，這意味著ABC週末電視面臨消滅危機。然而ABC週末電視的節目頗受歡迎，並為英國賺取眾多出口外匯。
與此同時，聯合-麗的在1964年更名為麗的倫敦，並在1967年競標中試圖維持其在倫敦平日的特許經營權:172-173。在ITV的播出早期，當其它ITV公司面臨財務危機時，麗的努力製作節目以維持電視網運營:102-103。有報道稱麗的總稱約翰·斯賓塞·威爾斯爵士（Sir John Spencer Wills）認為ITA欠麗的一個「感謝」。這一報道激怒了ITA。加上數為麗的高層人士亦參加了其它公司的特許經營權申請，導致ITV懷疑這些人對麗的的忠誠度。

### ABC和麗的合併為泰晤士
ITA提議ABC週末電視和麗的進行「強迫婚姻」，並將倫敦平日的ITV特許經營權頒發給這家公司。ABC獲得了新公司的控制權，這引發了麗的的不滿:172-173。麗的質疑ITA的決定，並試圖拖延合併。後ITA威脅將僅發給ABC特許經營權才解決這一問題。新公司的結構亦是一個問題，最後通過成立控股公司才得以解決。
新公司的名稱也是問題。部分公司董事希望以ABC倫敦為名，而其它人則建議命名為「塔電視」（Tower Television，取自於倫敦塔和英國電信塔）。最後該公司定名為泰晤士電視（取自於泰晤士河）。
1968年7月30日，泰晤士電視正式開播。開播當週因罷工而有中斷。罷工行動在翌週蔓延至整個ITV，導致了為期兩週的ITV緊急全國服務。

### 攝影棚

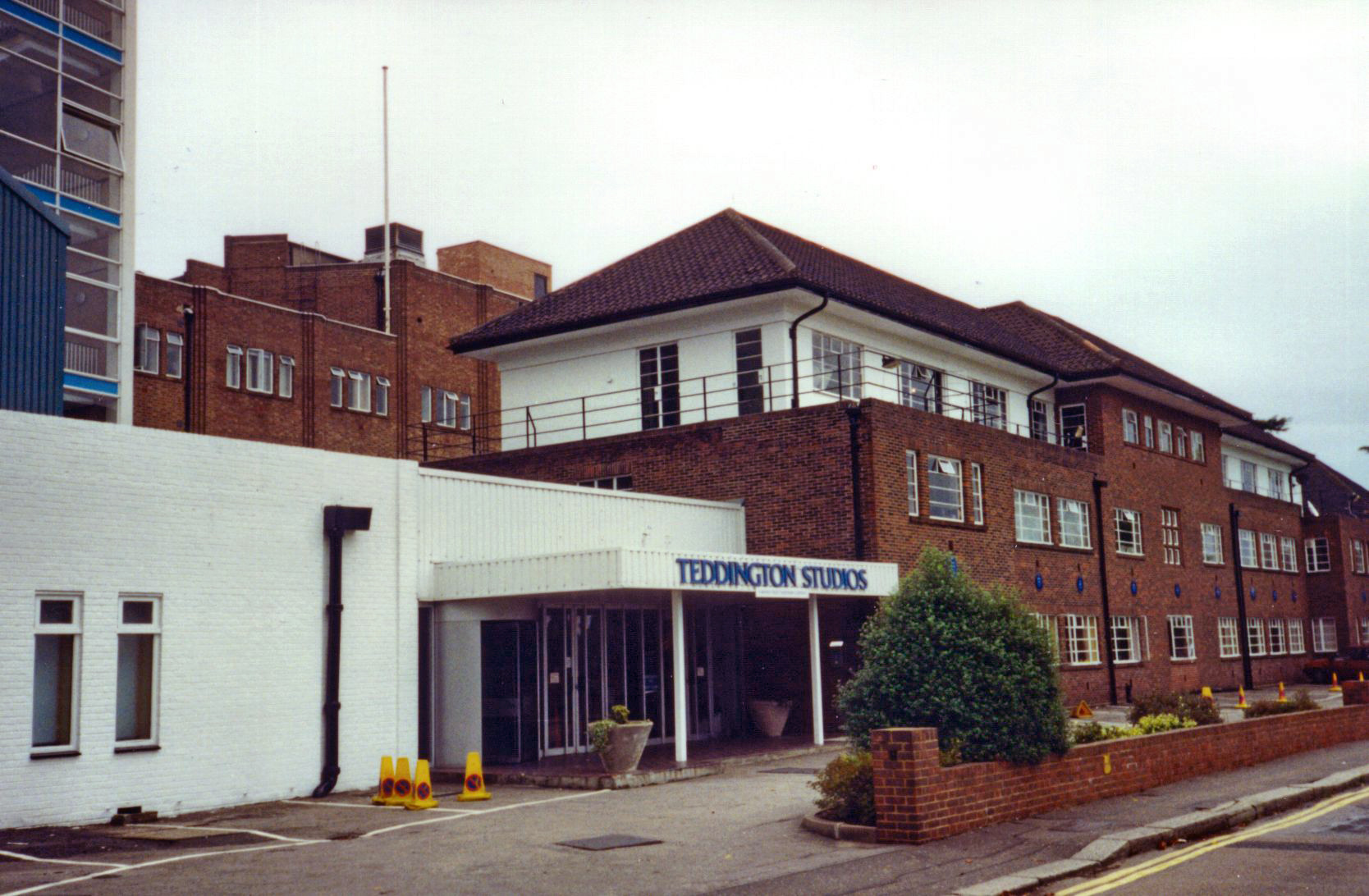
泰晤士在泰丁頓的主攝影棚

1970年，泰晤士電視台的總部從麗的倫敦前總部電視大樓搬遷至尤斯頓路，而其主要的節目製作基地則是ABC的泰丁頓攝影棚。泰丁頓攝影棚擁有彩色電視製作設施，非常受泰晤士和LWT的歡迎:173。
泰晤士在成立時收購了眾多其它前特許經營者的財產，包括位於溫布利的噴泉攝影棚:173。

### 早期節目

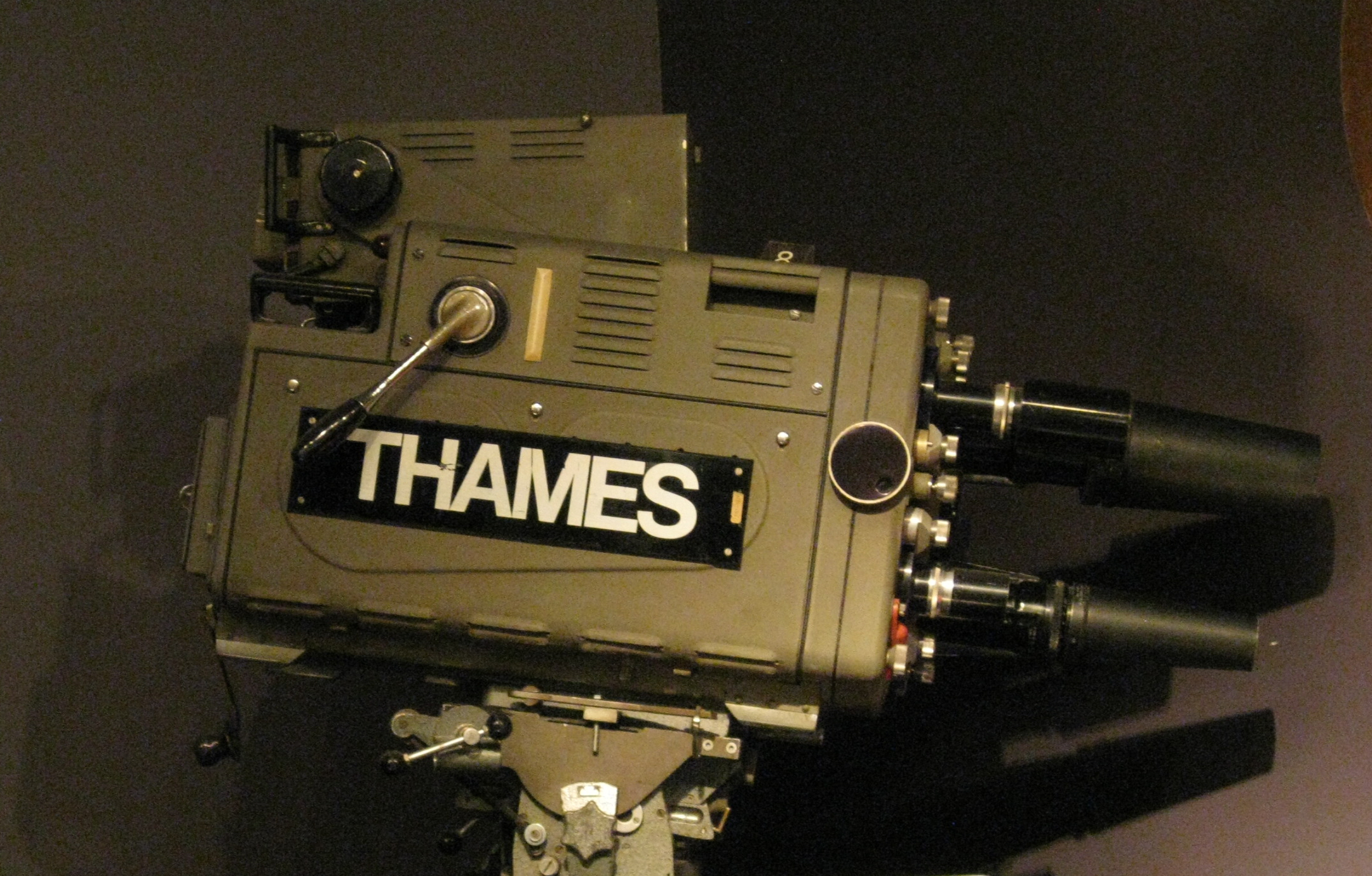
泰晤士電視的攝像機

泰晤士電視繼承了《復仇者》等其前身台製作的節目。喜劇演員班尼·希爾是泰晤士電視的代表人物之一，他的招牌節目《不文山鬼馬表演》在泰晤士電視播出長達20年。26集紀錄片《戰爭中的世界》是泰晤士電視播出的一部紀錄片，其製作耗時四年，耗資達90萬英鎊（相當於2019年的1,100萬英鎊），是史上最昂貴的紀錄片。1978年，泰晤士電視和喜劇組合莫堪比和懷斯簽訂契約，二人從BBC跳槽至ITV。
1976年12月1日，龐克搖滾樂團性手槍接受泰晤士電視地方新聞雜誌節目《今天》專訪，樂團成員在節目中爆粗口，這導致泰晤士電視的電話被觀眾打爆。對此泰晤士電視發表聲明「由於節目是現場直播，因此無法預想節目中會出現什麼樣的語言」。《今天》節目因此被停播，傳統派新聞節目《泰晤士新聞》取而代之。

### 1979年之前的勞資關係
和大多數ITV成員類似，泰晤士電視亦受到勞資關係緊張的困擾，特別是和電影電視技術人員工會（ACTT）之間的衝突。1975年夏季，技術人員為期兩週的罷工導致整個ITV一度停播。最後以技術人員加薪35%解決。兩年之後的1977年5月，泰晤士電視的製作助理再次發起罷工。泰晤士電視以違約為由解僱全部技術人員。此後一個月，雙方各退一步，全部技術人員回到工作崗位。1979年的ITV大罷工亦起源於泰晤士電視。由於未能就加薪和輪班達成協議，泰晤士電視的技術人員在1979年8月6日關閉了尤斯頓路總部播出設施的電源。在管理層恢復電源後，技術人員離開公司。此後的四天，在ACTT提出了加薪15%的要求後，幾乎全部ITV成員（僅有一個例外）停播，導致電視網停擺達10週。

## 1980年至1992年

### 後期節目
泰晤士電視在1980年代在1990年代初期的著名情景喜劇節目包括《留在家庭》、《不是冤家不聚頭》、《亨利之後》、《戇豆先生》。《憨豆先生》由路雲·雅堅遜主演，在1990年1月1日播出試播集。
在播出《戰爭中的世界》後，泰晤士電視於1980年播出了紀錄片《好萊塢》，記錄美國默片時代的電影史。在1981年英國電影和電視藝術學院獎上，該節目獲得了最佳紀實節目獎。
泰晤士附屬的製作公司尤斯頓影業繼續為ITV製作眾多電視劇，包括《賴利:王牌間諜》、《殺人狂傑克》、《資本城市》、《盎格魯撒克遜態度》。

### 節目爭議
1985年1月，泰晤士電視從美國製作公司《Lorimar》購買電視劇《達拉斯》在英國的播出權。該劇當時在BBC1播出。泰晤士電視的這一行為打破了雙方互不爭奪對方進口節目的君子協定。和BBC每集29,000英鎊的出價相比，泰晤士電視出價55,000英鎊。這一行為引發BBC和其它ITV成員的抗議，後者擔心BBC會競拍它們進口的節目，從而推高價格。最後數家ITV公司（特別是約克郡電視）對IBA施壓，迫使泰晤士電視將該劇賣回BBC。10月，泰晤士電視通過IBA向BBC支付了30萬英鎊的賠償。
泰晤士電視播出過的最具爭議的節目是《死在岩石上》。該紀錄片在新聞節目《本週》播出。該紀錄片質疑了英國軍隊的權威，被眾多保守黨政客認為叛國。

### 柴契爾時代的勞資關係
1980年代初期，泰晤士電視仍繼續面對勞資糾紛。1984年夏季，泰晤士電視管理層單方面公佈了新的值班表，並使用了新的攝像機和編輯設備。這引發了一次罷工，技術人員離開公司。然而由於管理層和行政人員接手了技術人員的工作，電視台僅停播了一天:196。8月27日，ATTC的技術人員再次罷工。在工會和經營層達成妥協後，罷工在9月3日結束。
此後雙方就引入新技術的計劃進行了進一步談判。10月17日，由於談判未果，罷工再次被提上日程。工會警告管理層不要進行節目播出，因為這會導致電視網混亂和大量節目損失。但電視台聲稱罷工是官方的，因此播出決定合理。10月22日，管理層執行的節目運營開始播出。公司聲稱修改後的節目表獲得觀眾歡迎。
在管理層運營期間，倫敦地區的觀眾在早晨6:25至9:25可收看TV-am的節目。但當TV-am節目播畢，英國其它地區觀眾開始收看學校節目時，泰晤士電視的觀眾僅能收看到藍屏畫面，從午後1:30開始才恢復看到正常節目。且由於未播出ITN新聞，泰晤士的觀眾僅能收看簡短的泰晤士新聞。週末的ITV業者倫敦週末電視則未有影響。罷工最後在11月3日結束。泰晤士電視台表示「我們對結果感到高興。我們相信這符合每一位泰晤士電視台員工的最大利益」。
對泰晤士電視台董事會而言，為了在擴大製作體制的同時創造利潤，這一糾紛是一巨大但必要的成本。泰晤士電視台的利潤從1983/84年的1,410萬英鎊減少到1984/85年的875萬英鎊，但在1985/86年恢復至1,460萬英鎊，並且實現股票上市。
1988年4月，在成功引進新技術並僱用更多自由職業者後，泰晤士宣布裁員300人。此後其它ITV公司亦有類似行動，以減少人力成本。作為重組計劃的一部分，泰晤士之後又裁員297人，將其員工數減少至1,500人。

### 區域和所有權變更
1982年，獨立廣播局（IBA）決定變更泰晤士電視台的播出區域。藍鈴花山發射站及其相關轉播站由泰晤士電視台的區域改為TVS電視台的區域。
1985年，在索恩EMI和英國電力牽引決定出售它們在泰晤士的股份後，卡爾頓通信股份曾試圖併購泰晤士電視。但因泰晤士首席執行官理查德·鄧恩（Richard Dunn）和獨立廣播局的反對而告吹。後者表示「該提議將導致一家主要ITV公司的性質和特徵發生重大變化」。卡爾頓的所有者迈克尔·菲利普·格林聲稱這一決定令他「困惑」，並表示「我們對IBA的決定十分驚訝。我十分肯定泰晤士不會有重大變化。我們保證公司將維持現狀」。IBA表示不反對卡爾頓擁有一家ITV公司的部分股權，但認為不應有ITV公司由單一股權持有人控制。
雖然在1982年後期被IBA組織，但泰晤士電視最後在1986年7月實現股票上市。英國電力牽引和索恩EMI出售了它們的持股，計劃將持股比例從100%降低至28.8%。數日後，有猜測稱卡爾頓試圖大量購入泰晤士的股票，卡爾頓董事長迈克尔·菲利普·格林拒絕對此發表評論。泰晤士的發言人則稱「這看起來很有可能，但沒有任何股東可以擁有我們10%以上的股權」。
1989年，有報道稱泰晤士正在和卡爾頓談判合併，但並未實施。泰晤士的上市並不成功，EMI和英國電力牽引的持股比例僅降低至56.6%，管理層購買了大部分新股。1990年3月，EMI和英國電力牽引再次試圖出售它們在泰晤士電視的股份，卡爾頓和CLT（一家位於盧森堡的媒體公司）均有意購買。然而在10月時，談判陷入僵局。在1991年ITV特許經營權競標之前，EMI和英國電力牽引仍然控制泰晤士電視。

### 失去特許經營權
1991年10月16日，泰晤士電視失去了其倫敦平日的ITV特許經營權，並在1993年1月1日將其移交給卡爾頓電視。在1991年ITV特許經營權競標中，泰晤士電視出價3,250萬英鎊，卡爾頓電視出價4,320萬英鎊。由於泰晤士和卡爾頓均通過了品質門檻，按照價高者得的原則，出價更高的卡爾頓因此獲得ITV特許經營權。
由於該公司制定了機密的應急計劃（包括裁員1,000人、關閉尤斯頓路攝影棚），泰晤士在失去特許經營權後反而頗為樂觀。泰晤士電視宣稱其將成為「歐洲最有力的獨立節目製作公司」。《泰晤士報》援引泰晤士電視發言人的意見稱：「我們可以獲得更多利潤。被迫停止廣播將為我們每年節約3,250萬英鎊的競標費用，3,000萬英鎊的廣告稅和1,000萬英鎊的發射費用」。
ITV公司的移交過程從不平坦，但泰晤士的艱辛一直持續到最後。1992年6月，卡爾頓及ITV電視網中心要求泰晤士電視在10年內不得在競爭對手頻道重播自己的節目。泰晤士認為卡爾頓要求並不合理，並且將導致泰晤士被迫放棄在1992年秋季為ITV電視網貢獻的節目。卡爾頓和泰晤士就泰晤士數百部節目的版權展開激烈的法律糾紛，最後以卡爾頓支付1,310萬英鎊達成庭外和解告終。

## 1992年之後
泰晤士電視曾試圖贏得新設立的英國第五台特許經營權，和華納兄弟電視公司及秋田電視台共組「第五台控股」（Channel Five Holdings），參與競標。在另外兩個競標者退出後，第五台控股在1992年12月成為唯一競逐第五台特許經營權的業者。然而由於對其商業計劃和投資者支持的擔憂，ITC後拒絕了其的投標。
1993年年中，泰晤士電視被培生電視收購。2000年，培生集團將培生電視出售給RTL集團，並在2001年更名為弗里曼特爾。2003年，泰晤士電視和弗里曼特爾旗下的子公司Talkback合併為Talkback Thames。該公司在2012年年初拆分為四家新的製作公司，新的泰晤士專門製作娛樂節目。

## 外部連結
- talkbackTHAMES.tv （页面存档备份，存于）
- Talk of Thames unofficial site. （页面存档备份，存于）
- Thames Television on TV Ark.